# Dansa folklòrica

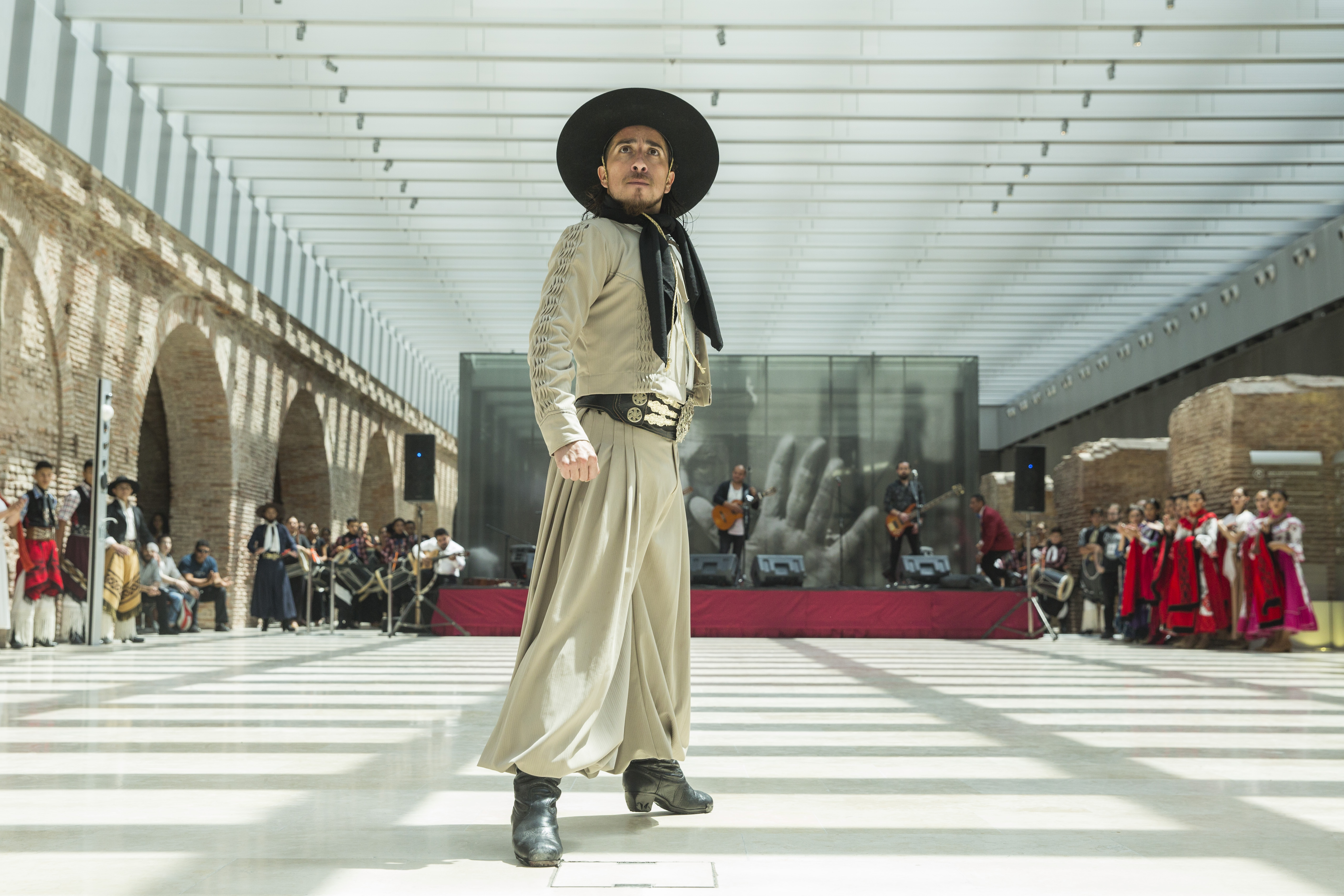
Malambo, dansa popular argentina

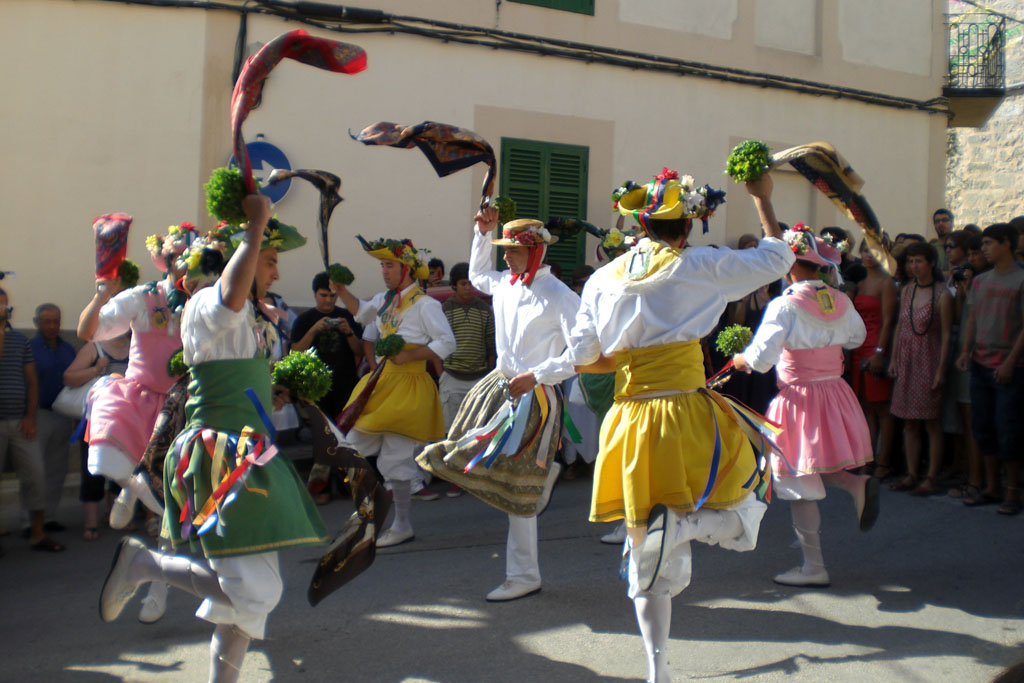
Actuació dels cossiers de Montuïri

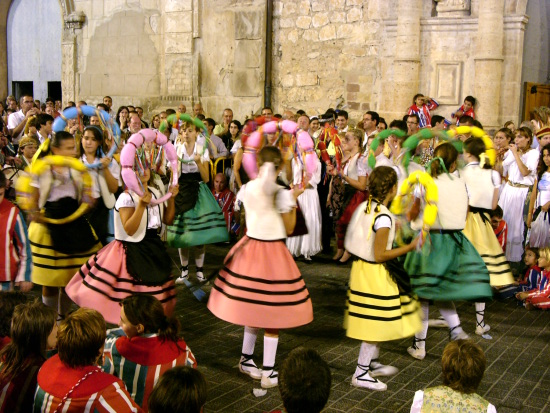
Ball de cercolets a Algemesí

Les danses folklòriques, danses tradicionals o danses populars són danses pròpies de la cultura popular d'un país o d'una comunitat de persones,
i que s'han anat transmetent de generació en generació. Tenen diverses característiques:
- La música que les acompanya és tradicional.
- Les executen persones sense (o amb poca) preparació professional.
- Es ballen en activitats socials.
- No estan dissenyades per a ser representades en un escenari, tot i que algunes es poden arranjar amb aquest fi.
- L'execució està basada més en la tradició rebuda que en la innovació, tot i que les tradicions folklòriques varien amb el temps.
- Els nous dansaires aprenen la dansa observant els vells, o rebent-ne l'ajuda.
- A vegades els ballarins vesteixen indumentària tradicional.

Als Països Catalans les danses folklòrica més conegudes són la jota i la sardana; altres exemples són les danses ballades pels esbarts dansaires.
Amb el temps algunes danses tradicionals s'han perdut, altres s'han conservat. El problema major de les danses populars és que pel fet de ser-ho rarament se'ls ha donat prou importància com per a documentar-les per escrit, com ocorre també de vegades amb la recepta d'un plat popular (com l'allioli), la melodia d'una cançó (com el Caga tió) o el text d'una obra de teatre (per exemple, Els Pastorets). A Catalunya existeix des de 1950 l'Obra del Ballet Popular per a conrear i a difondre la dansa tradicional catalana i intentar així evitar que amb el temps es perdi.
La majoria de danses tradicionals tenen finalitat festiva. Moltes acompanyen o acompanyaven en origen tasques feixugues, quotidianes o puntuals, o moments socials o personals importats, com la verema o un casament. Algunes tenen origen guerrer i d'altres origen religiós, ritual, màgic o místic, aquestes darreres poden ser usades perquè els ballarins quedin en trance.

## Danses tradicionals europees

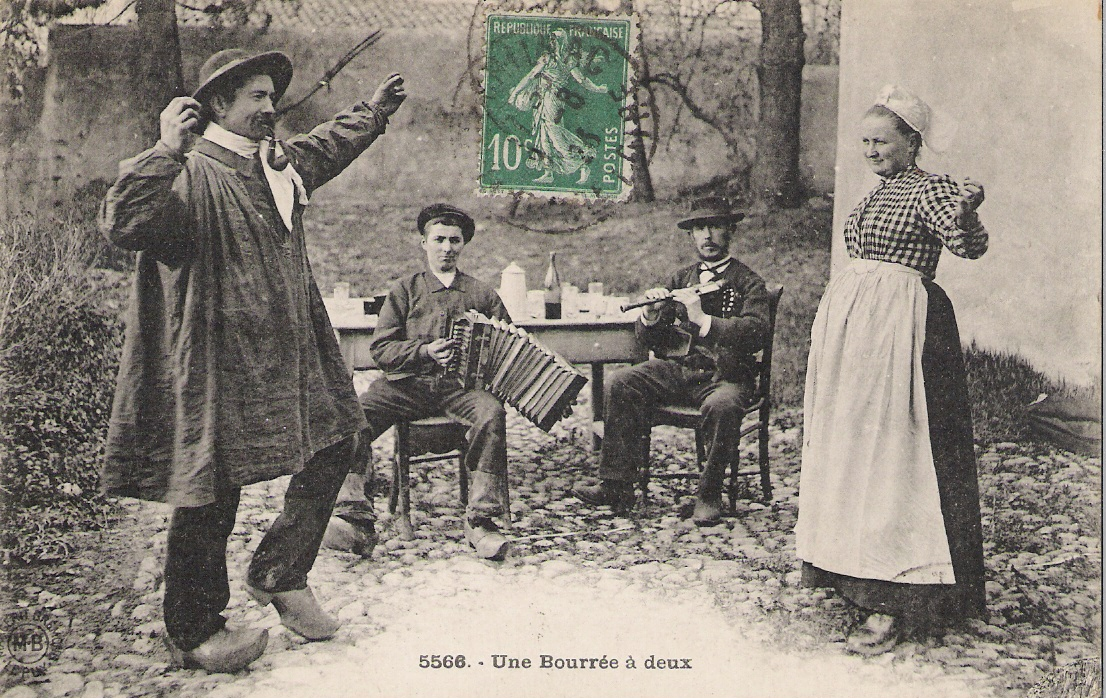
Borrèia

A Europa abunden les danses tradicionals populars, moltes d'elles han estat integrades a la dansa clàssica, sovint d'una manera més refinada o estilitzada, en especial a l'anomenada dansa de caràcter, dins del clàssic. És el cas de la tarantel·la i de la polca, per exemple. A la península Ibèrica, algunes, com el bolero, van passar pel tamís del clàssic a l'escola bolera. La dansa clàssica espanyola inclou l'escola bolera, a més de flamenc refinat o estilitzat, a la dansa clàssica. Aquestes danses tradicionals, tant si han estat incloses a danses acadèmiques com si no, es ballen també en manifestacions culturals populars diverses.
Alguns exemples de danses tradicionals europees són el kalamatianos (Grècia), la muiñeira (Galícia), les danses basques, la gavota (Bretanya), la sevillana (Andalusia), etc. A Occitània els balls i danses tradicionals són molt abundants i a més, en els darrers anys, hi ha cada cop més associacions i moviments que es dediquen a difondre'ls i a recuperar els que estaven gairebé oblidats. Alguns exemples de danses tradicionals occitanes són la borrèia (ballada de nord a sud d'Occitània, a tot el centre), les farandolas i rigodons a la costa mediterrània i els congòs i rondèus a l'atlàntica.
A Barcelona, a la plaça del Rei, cada setmana es troben ballarins de diferents nacionalitats per a mostrar i intercanviar les danses tradicionals que coneixen dels seus respectius països, com l'scotish, el fandango, etc.

### Danses tradicionals dels Països Catalans

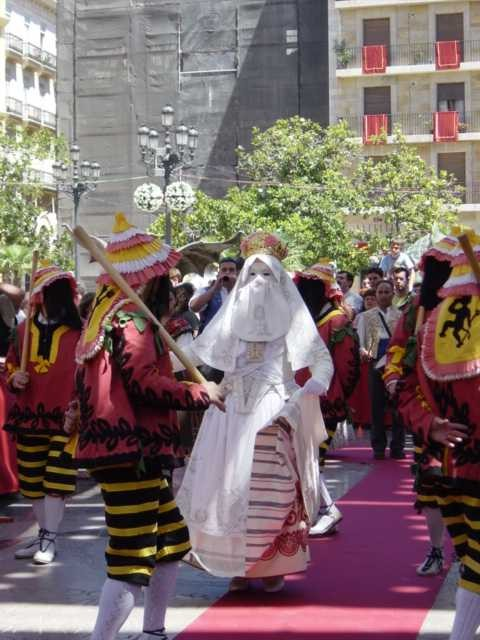
Dansa de la Moma

Als Països Catalans en concret també hi ha diverses danses tradicionals, algunes molt conegudes, com la sardana, el ball de bastons o el ball de gitanes. D'altres són, per exemple, la disfressada de Sant Vicenç dels Horts, la bolangera, el tatatí, el ball de bot, la dansa de Castellterçol, el ball del ciri de Castellterçol, el ballet de Déu, el ball de Cercolets, el ball de la bola, el ball del ciri, la jota de Castelló, el ball Cerdà, el ball de Nans, el ball de dames i vells, el ball dels salvatges, el ball de cornuts, el ball de les cosses, el ball dels figuetaires, el ball dels garrofins, el ball dels totxets, el ball de galeres, el ball de Cascavells, el ball de la civada, el ball de Sant Ferriol, el ball d'en Serrallonga, el parado de Valldemossa, el ball del Rotlletí, el ball del Triai, l'Indiot, el ball de Tres Parts, el ball de collir castanyes, el ball del Racó, el galop de Cortesia, les danses de Vilanova, la corranda, la moixiganga d'Olesa, el ball de prims, el ball del rotlletí, el ball de Sant Ferriol, el xiriminimí, el ball del Triai, el ball del porró, l'espunyolet, la jota, la jota de quatre, la malaguenya, les valencianes, les seguidilles, el fandango del nord, el fandango de cobla partida, el bolero, el copeo, la dansa de la Moma, la dansa dels nanos, el ball de bot, el ball pagès, etc.
Als Països Catalans, a més dels esbarts dansaires hi ha els anomenats aplecs, esdeveniments als quals es reuneixen diferents persones (incloent esbarts, però no només ells) per a ballar danses tradicionals. Els aplecs poden ser d'un sol tipus de dansa, com els aplecs sardanistes, o incloure'n totes les d'uns llocs, com és el cas de l'aplec de Danses dels Pobles de la Mariola o de l'aplec de les Danses de la Vall d'Albaida, per exemple; o dels llocs de qui s'hi vulgui apuntar, com és el cas del Parado de Valldemossa.
Algunes entitats tenen cura que no es perdin completament els coneixements sobre les danses tradicionals catalanes que han arribat als nostres dies. És el cas, per exemple, de l'Obra del Ballet Popular i de l'Esbart Català de Dansaires, ambdues guardonades amb la prestigiosa Creu de Sant Jordi.

## Danses tradicionals orientals

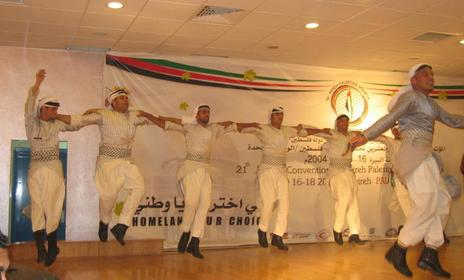
Dabca; en àrab, دبکة

Les danses tradicionals orientals inclouen balls i danses tradicionals a pobles europeus, africans i asiàtics als quals hi ha o hi ha hagut una forta cultura àrab a nivell popular. Moltes d'aquestes estan avui recuperades al que es coneix com a dansa del ventre, tot i que no totes. Com ocorre a Europa, algunes d'aquestes danses s'han estilitzat per a ésser adaptades a la més sofisticada dansa del ventre (equivalent aquí, en certa manera, a la dansa clàssica occidental), aquestes mateixes i d'altres es ballen tal qual de manera espontània a festes majors i esdeveniments populars, algunes s'han recuperat a partir de testimonis i documentació gràfica i escrita, altres es ballen com a dansa folklòrica en espectacles professionals dirigits a un públic determinat, etc.
Les danses orientals inclouen, entre d'altres, la dansa de la safata o Raks al Senneya (Marroc), la dakka o dekka de Marraqueix, la dansa awash (a l'Atles marroquí), la dansa de la daga o tissint (Marroc), la dansa del gerro o Raqs al Juzur (Tunis), el ball de bastó egipci o Raks Al Asseya (popularment conegut com a saïdi), la dansa de la cassola de fang o guedra (dansa dels tuaregs), el tahtib (un altre ball oriental amb bastó), la dansa nupcial del canelobre (Egipte), la dansa egípcia de trance o zar, el fellahi (Egipte), la dansa gitana oriental (o de les ghawazee d'Egipte), el tanoura egipci i els dervixos turcs, la dansa de les culleres o Kasik Oyunu (Turquia), la dansa d'espasa i escut o Kilic Kalkan (Turquia), la dansa horon (Mar Negre), el dabke (el Líban, Palestina, Jordània, Síria), la dansa arda (Golf Pèrsic), la dansa de la túnica o Raks al Nasha’ar (Golf Pèrsic), la dansa harbilla, la dansa mated, la dansa ouais, etc.

## Danses tradicionals asiàtiques
Inclouen, per exemple, la dansa mohiniyattam, originària del sud de l'Índia.

## Danses tradicionals a Oceania

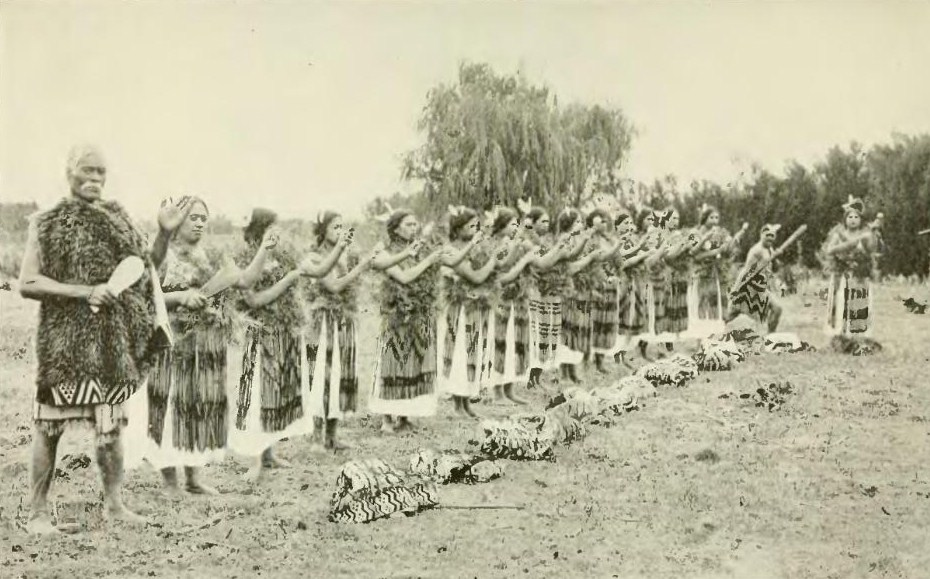
Dansa poi

A través de la difusió del rugbi a altres països del món s'hi ha fet conéixer internacionalment l'haka, una dansa tradicional guerrera maori que fan els esportistes neozelandesos devant dels seus contrincants abans del partit. El conjunt de danses tradicionals maoris es troben a la kapa haka, que a més de la citada haka n'inclou altres com la waiata-ā-ringa, tītī tōrea, poi, etc. Altres danses tradicionals d'Oceania són, per exemple, l'hula (Hawaii), cailao (Uvea), sipi tau (Tonga), etc.